# Lijst van schilderijen van Duccio
Deze lijst geeft een overzicht van de werken van de laatmiddeleeuwse kunstschilder Duccio di Buoninsegna (ca. 1255–1318/1319) uit Siena.

## Gedocumenteerde en toegeschreven werken
In deze tabel staan de schilderijen die door de meeste kunsthistorici als (vrijwel) eigenhandig worden beschouwd. Ook als assistenten eraan hebben meegewerkt, zijn ze in elk geval onder directe supervisie van Duccio ontstaan.
| Afbeelding | Titel                                                                   | Datering                       | Techniek                      | Afmetingen h × b cm                                     | Collectie                                                 | Opmerkingen |
| ---------- | ----------------------------------------------------------------------- | ------------------------------ | ----------------------------- | ------------------------------------------------------- | --------------------------------------------------------- | --- |
|            | Madonna van Crevole                                                     | ca. 1283-1284                  | tempera op paneel             | 89 × 60                                                 | Siena, Museo dell'Opera del Duomo                         | |
|            | Madonna Rucellai                                                        | 1285                           | tempera op paneel             | 450 × 292                                               | Florence, Uffizi                                          | Duccio kreeg de opdracht op 15 april 1285 van de Società delle Laudi di Santa Maria Novella (Laudesi)                       |
|            | Madonna van de franciscanen                                             | ca. 1295                       | tempera op paneel             | 23,5 × 16                                               | Siena, Pinacoteca Nazionale                               | |
|            | Stoclet-Madonna of Madonna Stroganoff                                   | ca. 1295-1300                  | tempera op paneel             | 23,8 × 16,5 met lijst: 27,9 × 21                        | New York, Metropolitan Museum of Art                      | voorheen in de collecties Grigori Stroganov en erven in Rome (1903-1923) en Adolphe Stoclet en erven in Brussel (1923-2004) |
|            | Madonna van Perugia                                                     | ca. 1300-1305                  | tempera op paneel             | 98,5 × 63,5                                             | Perugia, Galleria nazionale dell'Umbria                   | |
|            | Triptiek van Boston of Kruisiging met de heiligen Nicolaas en Gregorius | ca. 1300 of ca. 1311-1318      | tempera op paneel             | middendeel: 60,8 × 39,2/39,4 vleugels: 45,2 × 19,4      | Boston, Museum of Fine Arts                               | |
|            | Triptiek van Londen of Madonna met de heiligen Dominicus en Aurea       | ca. 1300 of ca. 1312-1315      | tempera op paneel             | middendeel: 61,3 × 39,2/39,4 vleugels: 45,3 × 19,2/19,7 | Londen, National Gallery                                  | Waarschijnlijk gemaakt voor Niccolò degli Albertini da Prato, aartsbisschop van Ostia vanaf 1303                            |
|            | Maestà van 1302                                                         | 1302                           |                               |                                                         | Verloren gegaan, voorheen Siena, Palazzo Pubblico         | |
|            | Retabel nr. 28                                                          | ca. 1305                       | tempera en bladgoud op paneel | 143 × 241,5                                             | Siena, Pinacoteca Nazionale                               | |
|            | Maestà                                                                  | 1308-1311                      | tempera op paneel             | 214 × 435                                               | Siena, Museo dell'Opera del Duomo en andere verzamelingen | |
|            | Retabel nr. 47                                                          | ca. 1305-1308 of ca. 1311-1318 | tempera op paneel             | 184 × 257,4                                             | Siena, Pinacoteca Nazionale                               | Geschilderd voor de hospitaalkerk Spedale di Santa Maria della Scala in Siena                                               |

## Problematische werken
Ook de volgende werken worden vaak aan Duccio toegeschreven, maar de meningsverschillen onder de kunsthistorici zijn groter dan over de werken in de eerste lijst.
| Afbeelding | Titel | Datering      | Techniek                  | Afmetingen h × b cm | Collectie                                                   | Opmerkingen |
| ---------- | --- | ------------- | ------------------------- | ------------------- | ----------------------------------------------------------- | --- |
|            | Madonna van Gualino                                                                                              | ca. 1280-1283 | tempera en goud op paneel | 157 × 86            | Turijn, Galleria Sabauda                                    | Vroeger toegeschreven aan Cimabue; later beschouwd als het vroegst bekende werk van Duccio toen hij onder invloed stond van Cimabue.                             |
|            | Resten van muurschilderingen in de Cappella Bardi op de lunetten van de zijwanden: Christus met engelen (rechts) | 1283-1285     | pittura a secco           |                     | Florence, Santa Maria Novella                               | Ook toegeschreven aan Cimabue of iemand uit diens omgeving. |
|            | Resten van muurschilderingen in de Cappella Bardi op de lunetten van de zijwanden: Gregorius de Grote (links)    | 1283-1285     | pittura a secco           |                     | Florence, Santa Maria Novella                               | Ook toegeschreven aan Cimabue of iemand uit diens omgeving. |
|            | Kruisiging van Orsini-Odescalchi                                                                                 | ca. 1285-1290 | tempera en goud op paneel |                     | Siena, Collezione Salini                                    | Voorheen in de collectie Odescalchi (eerst in Castello Orsini in Bracciano, later in Rome).                                                                      |
|            | Madonna van Buonconvento                                                                                         | ca. 1290-1295 | tempera en goud op paneel |                     | Buonconvento, Museo di arte sacra della Val d'Arbia         | Afkomstig uit de Chiesa dei Santi Pietro e Paolo in Buonconvento.                                                                                                |
|            | Roosvenster van de Kathedraal van Siena met onder andere Kroning van Maria                                       | 1287-1288     | gebrandschilderd raam     | diameter: 560 cm    | Siena, Museo dell'Opera della Metropolitana                 | Afkomstig van de Kathedraal van Siena; ook wel toegeschreven aan Cimabue.                                                                                        |
|            | Maestà van Bern                                                                                                  | ca. 1290-1295 | tempera en goud op paneel | 31,5 × 22,5         | Bern, Kunstmuseum                                           | |
|            | Triptiek met geseling, kruisiging en graflegging                                                                 | ca. 1295      | tempera en goud op paneel |                     | Siena, Museo della Società di Esecutori di Pie Disposizioni | |
|            | Triptiek met kruisiging en andere scènes                                                                         | ca. 1300      | tempera en goud op paneel | 44,9 × 31,4         | Londen, Hampton Court (Royal Collections)                   | |
|            | De overgave van het kasteel van Giuncarico                                                                       | 1314          | fresco                    |                     | Siena, Palazzo Pubblico                                     | Ook toegeschreven aan Simone Martini (zie Guidoriccio da Fogliano bij het Beleg van Montemassi).                                                                 |
|            | Maestà van Massa Marittima (fragment)                                                                            | ca. 1311-1324 | tempera en goud op paneel |                     | Massa Marittima, Kathedraal van San Cerbone                 | Vrije kopie van de Maestà van de kathedraal van Siena; meestal toegeschreven aan een navolger van Duccio.                                                        |
|            | Maestà van Massa Marittima (fragment)                                                                            | ca. 1311-1324 | tempera en goud op paneel |                     | Massa Marittima, Kathedraal van San Cerbone                 | Vrije kopie van de Maestà van de kathedraal van Siena; meestal toegeschreven aan een navolger van Duccio.                                                        |
|            | Kruisiging van Grosseto                                                                                          |               | tempera en goud op paneel | 286 × 192           | Grosseto, San Francesco                                     | Volgens kunsthistoricus Enzo Carli geschilderd door Duccio, volgens anderen door een onbekende meester, zoals de Meester van Badia a Isola of Guido di Graziano. |